# Primera forma fonamental
En geometria diferencial, la primera forma fonamental és el producte escalar induït canònicament en l'espai tangent de cada punt d'una superfície en un espai euclidià tridimensional. Es fa servir per calcular la curvatura i propietats mètriques d'una superfície com ara longituds i àrees, de manera compatible amb l'espai circumdant. La primera forma fonamental es denota amb el nombre romà I,
{\displaystyle \mathrm {I} (x,y)=\langle x,y\rangle .}
Sigui X(u, v) una superfície paramètrica. Llavors el producte escalar de dos vectors tangents és
{\displaystyle {\begin{aligned}&{}\quad \mathrm {I} (aX_{u}+bX_{v},cX_{u}+dX_{v})\\&=ac\langle X_{u},X_{u}\rangle +(ad+bc)\langle X_{u},X_{v}\rangle +bd\langle X_{v},X_{v}\rangle \\&=Eac+F(ad+bc)+Gbd,\end{aligned}}}
on E, F i G són els coeficients de la primera forma fonamental.
La primera forma fonamental es pot representar en forma de matriu simètrica.
{\displaystyle \mathrm {I} (x,y)=x^{\mathsf {T}}{\begin{pmatrix}E&F\\F&G\end{pmatrix}}y}

## Notació complementària
Quan la primera forma fonamental s'escriu amb un únic un argument, denota el producte escalar del vector amb ell mateix.
{\displaystyle \mathrm {I} (v)=\langle v,v\rangle =|v|^{2}}
La primera forma fonamental s'escriu sovint amb la notació moderna del tensor mètric. Llavors, els coeficients es denoten {\displaystyle g_{ij}}: 
{\displaystyle \left(g_{ij}\right)={\begin{pmatrix}g_{11}&g_{12}\\g_{21}&g_{22}\end{pmatrix}}={\begin{pmatrix}E&F\\F&G\end{pmatrix}}}
Els components d'aquest tensor s'obtenen com a producte escalar dels vectors tangents {\displaystyle X_{1}} i {\displaystyle X_{2}}:
{\displaystyle g_{ij}=X_{i}\cdot X_{j}}
per i, j = 1, 2.

## Càlcul de longituds i àrees
La primera forma fonamental descriu completament les propietats mètriques d'una superfície. Així, es fa servir per calcular les longituds de corbes en la superfície i les àrees de regions en la superfície. El diferencial de longitud ds es pot expressar en termes dels coeficients de la primera forma fonamental com a
{\displaystyle ds^{2}=E\,du^{2}+2F\,du\,dv+G\,dv^{2}\,.}
El diferencial d'àrea clàssic donat per {\displaystyle dA=|X_{u}\times X_{v}|\ du\,dv} es pot expressar en termes de la primera forma fonamental fent servir la identitat de Lagrange,
{\displaystyle dA=|X_{u}\times X_{v}|\ du\,dv={\sqrt {\langle X_{u},X_{u}\rangle \langle X_{v},X_{v}\rangle -\left\langle X_{u},X_{v}\right\rangle ^{2}}}\,du\,dv={\sqrt {EG-F^{2}}}\,du\,dv.}

### Exemple: propietats mètriques en una esfera
Una esfera unitat a {\displaystyle \mathbb {R} ^{3}} es pot parametritzar com a
{\displaystyle X(u,v)={\begin{pmatrix}\cos u\sin v\\\sin u\sin v\\\cos v\end{pmatrix}},\ (u,v)\in [0,2\pi )\times [0,\pi ].}
Derivant X(u,v) respecte a u i v s'obté
{\displaystyle {\begin{aligned}X_{u}&={\begin{pmatrix}-\sin u\sin v\\\cos u\sin v\\0\end{pmatrix}},\\X_{v}&={\begin{pmatrix}\cos u\cos v\\\sin u\cos v\\-\sin v\end{pmatrix}}.\end{aligned}}}
Els coeficients de la primera forma fonamental es poden obtenir fent el producte escalar de les derivades parcials.
{\displaystyle {\begin{aligned}E&=X_{u}\cdot X_{u}=\sin ^{2}v\\F&=X_{u}\cdot X_{v}=0\\G&=X_{v}\cdot X_{v}=1\end{aligned}}}
Per tant:
{\displaystyle {\begin{pmatrix}E&F\\F&G\end{pmatrix}}={\begin{pmatrix}\sin ^{2}v&0\\0&1\end{pmatrix}}}

#### Longitud d'una corba en l'esfera
L'equador de l'esfera és una corba parametritzada per
{\displaystyle (u(t),v(t))=(t,{\tfrac {\pi }{2}})}
Amb t entre 0 i 2π. Per trobar-ne la longitud es pot fer servir el diferencial de longitud.
{\displaystyle \int _{0}^{2\pi }{\sqrt {E\left({\frac {du}{dt}}\right)^{2}+2F{\frac {du}{dt}}{\frac {dv}{dt}}+G\left({\frac {dv}{dt}}\right)^{2}}}\,dt=\int _{0}^{2\pi }|\sin v|\,dt=2\pi \sin {\tfrac {\pi }{2}}=2\pi }

#### Àrea d'una regió en l'esfera
Per calcular l'àrea de l'esfera es fa servir el diferencial d'àrea.
{\displaystyle \int _{0}^{\pi }\int _{0}^{2\pi }{\sqrt {EG-F^{2}}}\ du\,dv=\int _{0}^{\pi }\int _{0}^{2\pi }\sin v\,du\,dv=2\pi \left[-\cos v\right]_{0}^{\pi }=4\pi }

## Curvatura gaussiana
La curvatura gaussiana d'una superfície és 
{\displaystyle K={\frac {\det \mathrm {I\!I} }{\det \mathrm {I} }}={\frac {LN-M^{2}}{EG-F^{2}}},}
on L, M i N són els coeficients de la segona forma fonamental.
El teorema egregi de Gauss estableix que la curvatura gaussiana d'una superfície es pot expressar només en termes de la primera forma fonamental i les seves derivades, de manera que K és, de fet, una invariant intrínseca de la superfície. La fórmula de Brioschi dona explícitament la curvatura gaussiana en termes de la primera forma fonamental:
{\displaystyle K={\frac {\det {\begin{vmatrix}-{\frac {1}{2}}E_{vv}+F_{uv}-{\frac {1}{2}}G_{uu}&{\frac {1}{2}}E_{u}&F_{u}-{\frac {1}{2}}E_{v}\\F_{v}-{\frac {1}{2}}G_{u}&E&F\\{\frac {1}{2}}G_{v}&F&G\end{vmatrix}}-\det {\begin{vmatrix}0&{\frac {1}{2}}E_{v}&{\frac {1}{2}}G_{u}\\{\frac {1}{2}}E_{v}&E&F\\{\frac {1}{2}}G_{u}&F&G\end{vmatrix}}}{(EG-F^{2})^{2}}}}